# 岸和田村
岸和田村（きしわだむら）は、かつて和泉国・大阪府にあった村。現在の岸和田市五軒屋町、宮本町、野田町、上町、南上町、岸城町にあたる。
1585年（天正13年）に岸和田藩が立藩され、紀州街道に沿って岸和田城下が整備されると、それまでの岸和田村は浜側と山側に分断されることとなった。当初は山側にだけ上番・下番2人の庄屋が置かれていたが、元和年間には浜側にも庄屋が置かれ、城下には各町に町年寄が置かれて、町方（岸和田町）、浜方（岸和田浜町）、村方（岸和田村）の三郷が成立した。本項は三郷の村方について記述する。
岸和田藩は領内の民政に関して「七人庄屋」という制度を設けていたが、このうちの1人として岸和田村の岸家が任ぜられていた。

## 歴史
- 1880年（明治13年）4月15日 郡区町村編制法の施行により、南郡・日根郡合同の岸和田郡役所を岸和田城内に設置。のち南日根郡役所に改称。
- 1889年（明治22年）4月1日 南郡岸和田村単独で町村制を施行。字百姓町に村役場を設置。
- 1896年（明治29年）4月1日 郡の統廃合により、所属郡が泉南郡となる。
- 1912年（明治45年）1月1日 泉南郡岸和田町、岸和田浜町、沼野村と合併し、岸和田町となる。

## 大字改編による変遷
岸和田町合併後の1913年（大正2年）1月1日、岸和田町大字岸和田に以下の6町が起立された。
- 五軒屋町：字五軒屋敷（五軒屋町）・鍛冶屋町・寺町筋。城下廻りの市街化した区域で、鍛冶屋町・寺町は城下の北町にも跨る。
- 宮本町：字百姓町。町名は岸城神社の宮本より。岸和田村の本集落。
- 野田町：字東光寺。町名は野田池より。小学校名などに東光の名が残る。
- 上町：字池ノ尻・小寺。城郭拡張時の百姓移住先で新町と呼ばれる一画もある。
- 南上町：一部岸和田城内。他の大部分は田畑。
- 岸城町：岸和田城内。

## 交通

### 鉄道路線
- 南海鉄道（現・南海電気鉄道）
  - 南海本線
    - 岸和田駅

現在は上記の他に南海本線蛸地蔵駅が所在するが、当時は未開業。

### 道路
- 葛城街道
- 牛滝街道